# Municipio de Balleza
El Municipio de Balleza es uno de los 67 municipios en que se encuentra dividido el estado mexicano de Chihuahua. Se ubica en el extremo sur del estado y en la región de la Sierra Madre Occidental. Su cabecera es el pueblo de Mariano Balleza.

## Geografía
El municipio de Balleza se encuentra en el extremo sur del estado de Chihuahua y en una región que se caracteriza por formar la transición entre las regiones de la Sierra y la Meseta chihuahuense, es uno de los municipios más extensos del estado a contar 7 073.60 kilómetros cuadrados que representan el 2.06% de la extensión total del estado de Chihuahua; sus coordenadas geográficas extremas son 26° 11' - 27° 13' de latitud norte y 106° 04' - 106° 55' de longitud oeste, su altitud fluctúa entre un mínimo de 1 300 y un máximo de 3 100 metros sobre el nivel del mar.
Limita al norte con el municipio de Nonoava, al noreste con el municipio de Rosario y el municipio de El Tule, al este con el municipio de San Francisco del Oro, al suroeste con el municipio de Guadalupe y Calvo y al oeste con el municipio de Guachochi; al sureste limita con el estado de Durango, particularme con el municipio de Ocampo y el municipio de Guanaceví.

## Demografía
Según el Censo de Población y Vivienda de 2020 realizado por el Instituto Nacional de Estadística y Geografía, la población del municipio de Balleza es 16 440 habitantes, de los cuales 49.5% son hombres y 50.5% son mujeres.

### Localidades
En el censo de 2020 el municipio de Balleza contaba con 413 localidades.
| Código INEGI      | Localidad         | Población (2020) |
| ----------------- | ----------------- | ---------------- |
| 080070001         | Mariano Balleza   | 2 456            |
| 080070135         | El Vergel         | 1 823            |
| Otras localidades | Otras localidades | 12 161           |
| Total municipal   | Total municipal   | 16 440           |

## Política
Como en todos los municipios de México el gobierno le corresponde al ayuntamiento, este está conformado por el presidente municipal, el síndico y el cabildo que está formado por diez regidores, seis de mayoría relativa y cuatro de representación proporcional. El presidente municipal y los regidores son electos mediante una única planilla, mientras que el síndico es electo de manera individual, todos son electos para un periodo de tres años no reelegibles para el siguiente periodo pero si de forma no continua y asumen su cargo el día 10 de octubre del año de su elección.

### Subdivisión administrativa
El municipio se divide en cinco secciones municipales: Baquiriachi, Cristóbal Colón, General Carlos Pacheco, San Juan y Ejido El Vergel.

### Representación legislativa
Para la elección de Diputados al Congreso de Chihuahua y al Congreso de la Unión, el municipio de Balleza se encuentra integrado de la siguiente manera:
Local:
- Distrito electoral local 22 de Chihuahua con cabecera en Guachochi.

Federal
- Distrito electoral federal 9 de Chihuahua con cabecera en Hidalgo del Parral.

### Presidentes municipales
- (1977 - 1980): Rutilo Sandoval Ayala
- (1980 - 1983): Ever Carmona
- (1983 - 1986): Antonio Nájera Chávez.
- (1986 - 1989): José Isidro Herrera Aguirre.
- (1989 - 1992): Abelardo Payán Villalobos.
- (1992 - 1995): Raúl Fernández Villalobos
- (1995): Fidel Chávez Molina
- (1995): David Vargas Herrera
- (1995-1998): Servando Payan Holguin
- (1998 - 2001): Silvia Moreno Leal
- (2001 - 2004): Miguel Ángel Sandoval
- (2004 - 2007): Carlos Aníbal Garfio Pacheco
- (2007 - 2010): Silvia Moreno Leal
- (2010 - 2013): Ramón Jurado Bojórquez
- (2013 - 2016): Jesús Augusto Medina Aguirre
- (2016 - 2018): Roberto Arturo Medina Aguirre
- (2018 - 2021): Roberto Arturo Medina Aguirre